# Lively Island
Lively Island är en ö i territoriet Falklandsöarna (Storbritannien). Den ligger i den sydöstra delen av ögruppen, 60 km sydväst om huvudstaden Stanley.